# بحيرة شيرين
بحيرة شيرين هي بحيرة عراقية صغيرة تقع على سد شيرين في ناحية ليلان جنوب شرق محافظة كركوك شمال العراق. تبلغ سعة البحيرة مليون متر مكعب تقريبا، وتعد مقصدا سياحيا في المحافظة.